# Guithelin
Guithelin ou Guithelinus est un roi légendaire de l’île de Bretagne (actuelle Grande-Bretagne), dont l’« histoire » est rapportée par Geoffroy de Monmouth dans son Historia regum Britanniae (vers 1135).

## Contexte
Guitelin est présenté par Geoffrey of Monmouth comme le successeur de Gurguint Barbtruc (en gallois: Gwrgan Farfdrwch]. Il aurait traité ses sujets avec douceur et affection. Rien d'autre n'est mentionné sur son règne. Son épouse se nommait  Marcia, qui lui donne un fils nommé Sisillius II [Seisyll]. À la mort de Guithelinus, Sisillius II n’étant âgé que de sept ans, Marcia assume la régence. Les plus anciens textes ne précisent par le nom de son père, mais les Chroniques qui reprennent  Historia regum Britanniae  comme celles de Layamon, Matthew Paris, Pierre de Langtoft, Robert Manning, Ranulf Higdon, à l'exception de celle de Robert Wace, font de lui le fils de son prédécesseur. Le Brut y Brenhinedd le nomme Cuhelyn ap Gwrgan Farfdrwch, et de la même manière les anciennes généalogies, toutefois Cuhelyn n'est pas l'équivalent Guithelinus.

## Sources
- (en) Peter Bartrum, A Welsh classical dictionary: people in history and legend up to about A.D. 1000, Aberystwyth, National Library of Wales, 1993, p. 338-339  GUITHELINUS. (Fictitious). (339-329 B.C.).
- Geoffroy de Monmouth, Histoire des rois de Bretagne, traduit et commenté par Laurence Mathey-Maille, Les Belles lettres, coll. « La Roue à livres », Paris, 2004,  (ISBN 2-251-33917-5).